# IMG Models
Pour les articles homonymes, voir IMG.
IMG Models (International Management Group Models) est une agence de mannequins dont le siège se trouve à New York et qui dispose de succursales à Los Angeles, Milan, Sydney, Londres et Paris. Elle représente les intérêts d'une partie notable des mannequins les plus côtés de la planète dans leurs rapports avec les magazines et les annonceurs. Elle est également impliquée dans trois des plus importantes fashion weeks annuelles : New York, Londres et Milan. 
En 2017, sept des dix mannequins les mieux payés — selon le magazine Forbes — étaient sous contrat avec IMG Models, à savoir Gisele Bündchen, Chrissy Teigen, Gigi et Bella Hadid, Rosie Huntington-Whiteley, Karlie Kloss et Ashley Graham. IMG Models a instauré son hégémonie sur le secteur au cours des années 2000 en supplantant l'agence Elite, fondée par John Casablancas, qui régnait sur cette activité depuis les années 1980.
IMG Models a été créée en 1960 par Mark McCormack, agent de sportifs. L'agence fait partie du groupe IMG Worldwide qui a conservé des activités d'agent de sportifs, parmi lesquels Tiger Woods, Roger Federer, ou Serena Williams. Le groupe a été racheté en 2014 par l'entreprise William Morris Endeavor Entertainment d'Ari Emanuel.

## Liste des mannequins d'IMG Models (non exhaustive)
IMG Models 
- Kätlin Aas (en)
- Halima Aden
- Lily Aldridge
- Clara Alonso (en)
- Hailey Baldwin
- Ireland Baldwin
- Bianca Balti
- Natasha Barnard (en)
- Mischa Barton
- Freja Beha Erichsen
- Thylane Blondeau[4]
- Lucky Blue Smith
- Gisele Bündchen
- Laetitia Casta
- Jeísa Chiminazzo
- Montana Cox (en)
- Hannah Davis
- Poppy Delevingne
- Dakota Johnson
- Andreea Diaconu
- Emily DiDonato
- Lily Donaldson
- Diana Dondoe
- Rhea Durham
- Lauren English (en)
- Liliane Ferrarezi (en)
- Sky Ferreira
- Barbara Fialho
- Charlotte Free
- Ronja Furrer (de)
- Ashley Graham
- Kirby Griffin (en)
- Josefin Gustafsson (sv)
- Frida Gustavsson
- Bella Hadid
- Gigi Hadid
- Erin Heatherton
- Vanessa Hegelmaier (en)
- Julie Henderson (en)
- Elsa Hosk
- Kirsty Hume (en)
- Martha Hunt
- Rosie Huntington-Whiteley
- Chanel Iman
- Jacquelyn Jablonski
- Monika Jagaciak
- Georgia May Jagger
- Mona Johannesson (en)
- Milla Jovovich
- Xiao Wen Ju
- Du Juan
- Kiara Kabukuru (en)
- Yana Karpova
- Liya Kebede
- Miranda Kerr
- Natalia Kills
- Kate King (it)
- Yumi Lambert
- Karlie Kloss
- Irina Kulikova (en)
- Tina Kunakey
- Eugenia Kuzmina (en)
- Svetlana Lazareva (en)
- Anouck Lepère
- Vanessa Lorenzo
- Fabio Mancini
- Jarah Mariano (en)
- Audrey Marnay
- Alton Mason
- Ali Michael (en)
- Alyssa Miller
- Diana Moldovan (ro)
- Kate Moss
- Fernanda Motta
- Heidi Mount (en)
- Astrid Muñoz (en)
- Carolyn Murphy
- Hanne Gaby Odiele
- Barbara Palvin
- Karmen Pedaru
- Monic Pérez (en)
- Sasha Pivovarova
- Tori Praver (en)
- Ujjwala Raut (en)
- Caterina Ravaglia (it)
- Hilary Rhoda
- Anja Rubik
- Elisa Sednaoui
- Stephanie Seymour
- Shanina Shaik
- Josephine Skriver
- Joan Smalls
- Vivien Solari (it)
- Hana Soukupová (en)
- Jessica Stam
- Lara Stone
- Candice Swanepoel
- Fernanda Tavares (en)
- Chrissy Teigen
- Jasmine Tookes
- Nicole Trunfio
- Liv Tyler
- Kate Upton
- Cato Van Ee (it)
- Gemma Ward
- Yasmin Warsame
- Erin Wasson
- Alek Wek
- Daria Werbowy
- Jessica White
- Jeneil Williams (it)
- Caroline Winberg
- Devon Windsor
- Maddie Ziegler
- Kristine Froseth
- Hari Nef